# Ernie Grunwald
Ernie Grunwald (Thornhill, 1970) è un attore canadese.

## Filmografia parziale

### Cinema
- Matrimonio a 4 mani (It Takes Two), regia di Andy Tennant (1995)

### Televisione
- Friends (1 episodio, 2003)
- Zack e Cody al Grand Hotel (3 episodi, 2005-2007)
- Due uomini e mezzo (1 episodio, 2007)
- Hannah Montana (1 episodio, 2008)
- Call Me Fitz – serie TV, 48 episodi (2010-2013)
- 2 Broke Girls (1 episodio, 2013)

## Doppiatori italiani
Nelle versioni in italiano delle opere in cui ha recitato, Ernie Grunwald è stato doppiato da:
- Mino Caprio in Friends
- Franco Mannella in Zack e Cody al Grand Hotel
- Riccardo Scarafoni in Psych
- Roberto Stocchi in Due uomini e mezzo